# Steve Backley
Stephen (Steve) James Backley (* 12. únor 1969 Sidcup, část Bexley městského obvodu Londýna) je bývalý britský atlet, trojnásobný olympijský medailista, dvojnásobný vicemistr světa a čtyřnásobný mistr Evropy v hodu oštěpem. Několikrát byl držitelem světového rekordu.
Čtyřikrát v řadě dokázal vybojovat na ME v atletice (Split 1990, Helsinky 1994, Budapešť 1998, Mnichov 2002) zlatou medaili ve své disciplíně. Totéž dokázali jen další dva atleti, oštěpař Jānis Lūsis a překážkář Colin Jackson. Mezi ženami si podobně vedly jen Heike Drechslerová ve skoku dalekém a koulařka Naděžda Čižovová.
V roce 1988 nastoupil na bakalářská studia na univerzitě v Loughboroughu v oblasti tělesné výchovy, sportu a rekreace. Později zde v roce 2002 získal čestný doktorát. V současnosti (rok 2009) podniká, komentuje atletiku pro televizi a rozhlas a účastní se závodů ve veslování na trenažéru. Od roku 1994 je držitelem Řádu britského impéria.

## Další úspěchy
- ME juniorů – zlato 1987
- MS juniorů – stříbro 1988
- Univerziáda – zlato 1989, 1991
- Hry Commonwealthu – zlato 1990, 1994, 2002, stříbro 1998
- V roce 1990 vítěz ankety Atlet světa